# Symbologie

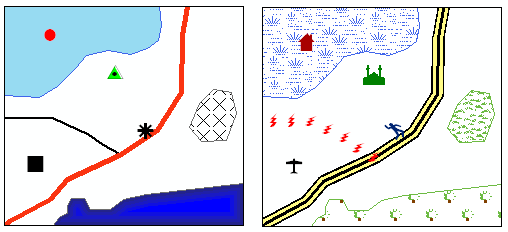
Voorbeeld van een afgesproken symbologie in een thematische kaart.

De symbologie wordt omschreven als de "kennis" van symbolen. Dit kunnen zowel symbolen in het algemeen zijn of symbolen die specifiek zijn voor een volk, een cultuur, religie, technisch veld enz. (bijvoorbeeld Bijbelse symboliek). Symbolen hebben de vorm van woorden, geluiden, gebaren, ideeën of visuele afbeeldingen en worden gebruikt om andere ideeën en overtuigingen over te brengen.  De academische studie van symbolen en tekens is semiotiek. Symbologie is ten opzicht van semiotiek praktischer van aard en betreft het vastleggen van een gekozen verzameling van afspraken rondom de gebruikte symbolen bij een geografische kaart of tekening.

## Noodzaak voor vastlegging symboolbetekenissen
Cijfers zijn symbolen voor getallen; letters van een alfabet kunnen symbolen zijn voor bepaalde fonemen; en persoonlijke namen zijn symbolen die individuen vertegenwoordigen. Een rode achthoek is bijvoorbeeld een veelgebruikt symbool voor "STOP" en op kaarten vertegenwoordigen blauwe lijnen vaak rivieren. Alhoewel dit universele principes, of universele waarheden voor sommigen lijken, zijn de betekenis die we toekennen aan een symbolen een verzameling afspraken. In een fictief land met weinig water maar veel edelstenen zou een blauwe lijn op een kaart ook een aanduiding voor een ader van blauwe agaat kunnen zijn. Symbolen zijn dus niet waardevrij, het is daarom belangrijk om vast te leggen wat voor die situatie de betekenis van dat symbool is. Wiskunde kent veel symbolen, de betekenis van symbolen als +, - en = zijn zo ingeburgerd dat dit voor iedereen vanzelfsprekend lijkt te zijn. Ook dit is echter een afspraak, het is belangrijk dat deze afspraak is vastgelegd en dat er consensus is over deze afspraak.  Zo betekent ℕ in wiskunde de verzameling natuurlijke getallen {0, 1, 2, ...} of {1, 2, 3 ....}. Dit is afhankelijk van de context, en moet dus in elk boek en artikel dat eraan refereert gedefinieerd worden.  

## Herleidbaarheid van symboolbetekenis

symbologie van verouderde herkomst die nog steeds wordt gebruikt.

Een diskette is in vele computer programma's het symbool wat gebruikt wordt voor het opslaan van een bestand. Diskettes worden echter op computers nog zelden gebruikt voor bestandsopslag, toch is dit een hiervoor vaak gebruikt icoon. Voor het maken van een geluidsopname wordt het icoon gebruikt van een spoelenrecorder en een telefoonhoorn is een het symbool voor een gesprek.. De herkomst van deze symbolen waren voor de generatie die hiermee waren opgegroeid logisch, voor een volgende generatie is de logica van dat symbool afwezig. Voor iemand uit een andere cultuur kan het vreemd zijn dat op verkeersbord RVV J11 (overweg zonder overwegbomen) een stoomlocomotief staat terwijl, met uitzondering van op museumlijnen, de stoomtrein sinds 1958 niet meer in Nederland rijdt. Om verwarring te voorkomen is het belangrijk om vast te leggen wat de betekenis van het symbool is.

## Symbologie binnen defensie
Binnen de NAVO zijn de militaire symbolen gestandaardiseerd in de ‘NATO Joint Military Symbology’. Binnen het Nederlandse leger is dit vastgelegd in VS 2 - 1120/2: ‘Velddienst deel 2, militaire tekens en militaire afkortingen’. De symbologie binnen legerorganisaties is zeer uitgebreid en omvat specifieke beeldkenmerken en functie-identificatie tekens. Het is belangrijk dat alle militairen bekend zijn met de symbologie die voor hun werk van belang is, dit wordt daarom ook in de militaire basisopleidingen getraind. Het militaire voorschrift VS 2 - 1120/2 omvat meer dan 130 pagina's en heeft tot doel het eenduidig vastleggen wat ieder teken op voertuigen, apparatuur en of kaarten betekent. 

## Symbologie binnen cartografie (GIS)
In de cartografie vormt een georganiseerde verzameling symbolen een legenda voor een kaart. In de context van cartografisch ontwerp is Symbologie het gebruik van grafische technieken om geografische informatie op een kaart weer te geven. Kaartsymbolen voor geografische kenmerken omvatten visuele variabelen zoals kleur, grootte en vorm. Vastgelegde afspraken over symbologie vereenvoudigen uitwisseling van GIS informatie en verminderen de kans op miscommunicatie door de verkeerde interpretatie van een symbool. Er zou bijvoorbeeld voor gekozen kunnen worden dat alle landmeetkundige afdelingen van de gemeenten in Nederland de zelfde symbologie hanteren. Alhoewel dit praktisch en logisch lijkt, was dit niet altijd gebruikelijk en kon het in het verleden voorkomen dat de kleur voor de kadastrale lijn voor een perceel in de provincie Gelderland verschilde van die in de provincie Overijssel. 